# Тегеранська міжнародна школа
Тегеранська міжнародна школа (англ. Tehran International School (TIS), перс. مدرسة طهران الدولية) — приватна міжнародна школа, розташована у північній частині Тегерана.

## Коротка історія
Школа була заснована у 1985 для дітей репатріантів, які проживали в Ірані, та дітей дипломатичних корпусів.
До Ісламської революції діти американського та інших дипломатичних корпусів навчались в Тегеранській американській школі (англ. Tehran American School), яку було закрито 1979 року. З 1985 року із відкриттям TIS така можливість відновилася.
Для того, щоб випускники школи мали можливість продовжувати освіту у найкращих вищих навчальних закладах світу, у школі розпочалось впровадження освітніх програм «IB World School» (укр. «Світової школи міжнародного бакалаврату») і 5 грудня 1994 року школа успішно пройшла процедуру акредитації програми, орієнтованої на учнів старших класів — «Diploma Programme» (укр. Програму для здобуття диплома) власником та розробником цієї програми, некомерційним освітнім фондом «International Baccalaureate®».

## Опис
TIS є багатонаціональною і спільною для хлопчиків і дівчаток навчальною установою. Однак, відповідно до норм системи освіти Ірану, дівчатка і хлопчики навчаються у різних кампусах, розташованих в двох сучасних північно-західних районах Тегерана, лише в 10-и хвилинах їзди один від одного. Дівчатка навчаються в районі Шарак-Ґхараб, а хлопчики — Саадат Абад.
Окрім цього, відповідно до норм сучасної системи освіти Ірану, у школі встановлені суворі вимоги до одягу учнів. Хлопчики зобов'язані бути одягненими у сорочки із коміром, а дівчатка — у довгі манто та хіджаб. Також, є забороненими фарбування волосся, ювелірні прикраси, лак для нігтів, мобільні телефони, електронні пристрої тощо.
Школа обладнана навчальними класами та лабораторіями, спортивними залами і спорудами, іншими необхідними приміщеннями, має бібліотеку, кафетерій, актову залу.
До школи входять:
- дитячий садочок;
- початкова школа;
- середня школа;
- вища школа;
- класи, що навчаються за програмою «ib-Diploma».